# Ruby Cruz
Ruby Jean Cruz (31 de março de 2000) é uma atriz americana. Ela atuou em vários curtas-metragens e séries de televisão,incluindo Mare of Easttown e Castle Rock, e mais notavelmente, como Kit Tanthalos em Willow.
Em 2023, ela estreou no cinema como Hazel Callahan em Bottoms, dirigido por Emma Seligman.

## Carreira
Ruby Cruz é filha do ator e músico Brandon Cruz e Liz Cruz, uma empreendedora. Ruby cresceu em Los Angeles, Califórnia, e começou a fazer testes para papéis no cinema e na televisão no ensino médio. Ela estudou teatro na DePaul University antes de abandonar o curso para seguir a carreira de atriz.
Em 2018, a atriz interpretou a versão mais jovem da personagem de Lizzy Caplan, Annie Wilkes, em Castle Rock e recebeu elogios da TVLine pela forma como capturou a fisicalidade de Caplan. Em 2020, Cruz apareceu na 10ª temporada de Blue Bloods.
Em 2021, Cruz apareceu como Jess Riley na série dramática da HBO Mare of Easttown. Mais tarde naquele ano, Cruz foi escalada como Kit Tanthalos, a primeira princesa assumidamente lésbica da Disney, na série de televisão Willow. O seriádo, que estreou em novembro de 2022, funciona como uma sequência do filme homônimo de 1988.
Em 2023, ela apareceu ao lado de Rachel Sennott e Ayo Edebiri em Bottoms como Hazel Callahan, cofundadora de um clube de luta para meninas no ensino médio.

## Vida pessoal
Cruz se identifica como queer. Seu pai é o ex-ator e músico punk americano Brandon Cruz. Sua mãe, Elizabeth "Liz" Cruz (née Finkelstein), é uma empresária, com quem seu pai se casou em 1994 e depois se divorciou. Ela tem um irmão mais velho, Lincoln, nascido em 1995.

## Filmografia

### Televisão
| Ano  | Título           | Papel                                       | Notas                            |
| ---- | ---------------- | ------------------------------------------- | -------------------------------- |
| 2019 | Rocha do Castelo | Annie Wilkes adolescente                    | 2 episódios                      |
| 2020 | Sangue azul      | Amanda Webster                              | Episódio: "Where the Truth Lies" |
| 2021 | Égua de Easttown | Jess Riley                                  | 6 episódios                      |
| 2022 | Salgueiro        | Princesa Kit Tanthalos/Jovem Bavmorda (voz) | 8 episódios                      |

### Filmes
| Ano       | Título                     | Papel           | Notas                                   |
| --------- | -------------------------- | --------------- | --------------------------------------- |
| 2018      | Aging Out                  | June            | Curta-metragem                          |
| 2018      | The Jump                   | Luna            | Curta-metragem                          |
| 2018      | Murder On The Green        | Lucy            | Curta-metragem                          |
| 2019      | Spin                       | The school girl | Curta-metragem                          |
| 2020      | God is a Lobster           | Bea             | Curta-metragem                          |
| 2023      | Clube da Luta Para Meninas | Hazel Callahan  | Estreou em 11 de março no Festival SXSW |
| A definir | O que Jesus faria?         | Thandi          | Curta-metragem                          |
| A definir | The Threesome              | Olívia          | Em produção                             |

### Vídeos musicais
| Ano  | Título  | Artista    |
| ---- | ------- | ---------- |
| 2023 | "Salad" | Blondshell |